# ヨゼフ・コジュレイ
ヨゼフ・コジュレイ（Jozef Kožlej、1973年7月8日 - ）は、スロバキア (旧チェコスロバキア)・ストロプコフ出身の元同国代表サッカー選手。現役時代のポジションはFW。

## 経歴
現役時代に在籍したキプロス・ファーストディビジョンでは通算90得点を挙げ、2003-04シーズンには同リーグの得点王にも輝くなど、2000年代のキプロスリーグを代表する選手として活躍した。また、スロバキア代表には1996年から2005年にかけて招集されており、26試合3得点という記録を残した。
2010年に現役引退後は母国スロバキアにて選手の代理人としてサッカーに携わっている。

## 個人成績

### 代表
試合数
- 国際Aマッチ 26試合 3得点（年 - ）

| スロバキア代表 | 国際Aマッチ | 国際Aマッチ |
| 年             | 出場        | 得点        |
| -------------- | ----------- | ----------- |
| 1996           | 1           | 0           |
| 1997           | 10          | 1           |
| 1998           | 3           | 0           |
| 1999           | 3           | 0           |
| 2002           | 5           | 2           |
| 2003           | 3           | 0           |
| 2005           | 1           | 0           |
| 通算           | 26          | 3           |

得点
| # | 開催日        | 開催地                                             | 対戦国         | スコア | 結果 | 大会     |
| - | ------------- | -------------------------------------------------- | -------------- | ------ | ---- | -------- |
| 1 | 1997年2月2日  | コチャバンバ、エスタディオ・フェリス・カプリレス   | ボリビア       | 0-1    | 0-1  | 親善試合 |
| 2 | 2002年5月14日 | プレショフ、シュタディオーン・タトラン・プレショフ | ウズベキスタン | 2-0    | 4-1  | 親善試合 |
| 3 | 2002年5月14日 | プレショフ、シュタディオーン・タトラン・プレショフ | ウズベキスタン | 3-1    | 4-1  | 親善試合 |

## タイトル

### クラブ
スパルタ・プラハ
- チェコ1部リーグ : 1回 (1993-94)

AEL
- キペロ・エラーダス : 1回 (2006-07)

### 個人
- フォルトゥナ・リーガ得点王 : 1回 (1996-97)
- キプロス・ファーストディビジョン得点王 : 1回 (2003-04)